# Подъясенка (Могилёвская область)
Подъя́сенка (бел. Пад'ясенка) — деревня в составе Сычковского сельсовета Бобруйского района Могилёвской области Республики Беларусь.

## Географическое положение
Близлежащие населённые пункты: агрогородок Ленина, деревни Бояры, Токари.
Подъясенка находятся в 2-х км от автомобильной магистрали М5 Минск — Бобруйск — Жлобин — Гомель в 128 км от Минска и в 20 км от Бобруйска.

## Климат
Климат умеренный, с теплым летом и мягкой зимой. Средняя температура января минус 5°С, июля плюс 18,3°С. Преобладают южные ветры зимой, восточные и северо-восточные летом. Средняя скорость ветра 3 м/с. Годовое количество осадков 550—650 мм.

## Население
- 1999 год — 55 человек
- 2010 год — 22 человека

Проживает около 15 человек постоянных жителей, в летний сезон приезжают дачники.

## Земельные участки и жилой фонд
По состоянию на 2014 год в деревне 68 земельных участков, застроенных — 58, пустующих — 10.
Из 58 домов — в 42 проживают (в 35 сезонно, в 7 постоянно), 12 — продаются, 4 — с неопределённым статусом.

## Инфраструктура
Ежедневное многократное автобусное сообщение с Бобруйском по дороге с твёрдым покрытием (время в пути до АВ «Бобруйск» — 35 минут). Деревня электрифицирована и газифицирована. Работает автолавка. Ближайшая школа и ФАП в 1 км от деревни — в агрогородке Ленина.

## История
Летом 1941 года деревня была оккупирована немецкими войсками, освобождена — 27 июня 1944 года.

## Коренные фамилии
Голуб, Какура.

## Знаменитые земляки
- Голуб, Иван Антонович (род. в 1950 в д. Подъясенка) — доктор сельскохозяйственных наук, профессор, член-корреспондент НАН Беларуси, директор РУП «Институт льна»
- Прокопенко, Александр Тимофеевич — советский футболист, мастер спорта международного класса, чемпион СССР 1982 года. В Подъясенке проживали его дед и бабка — Прокопени.

## Фотогалерея

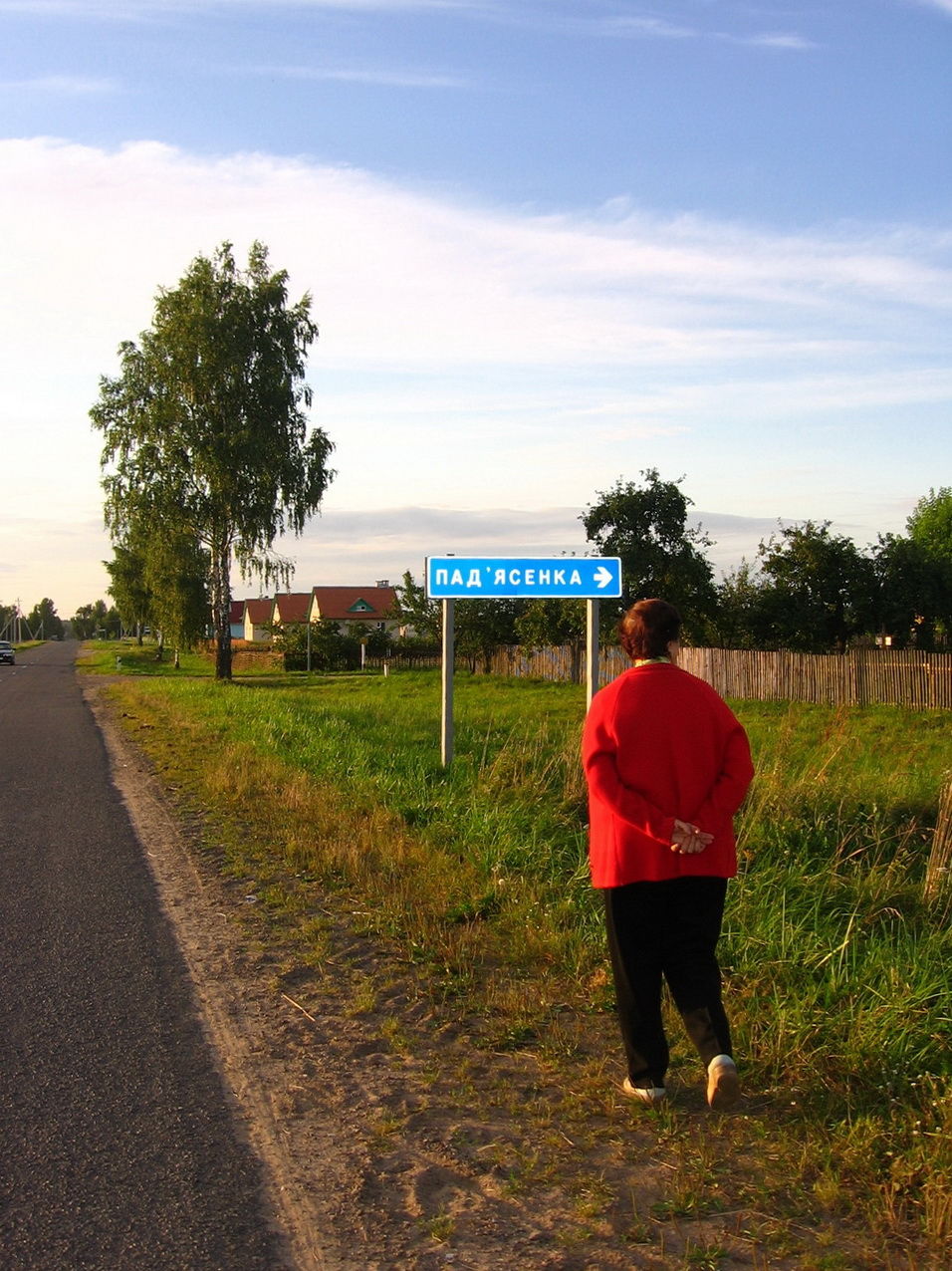
Поворот на главную улицу Подъясенки с дороги «трасса М5 — посёлок  Ленина»
Центральная улица деревни Подъясенка
Подъясенка в ноябре
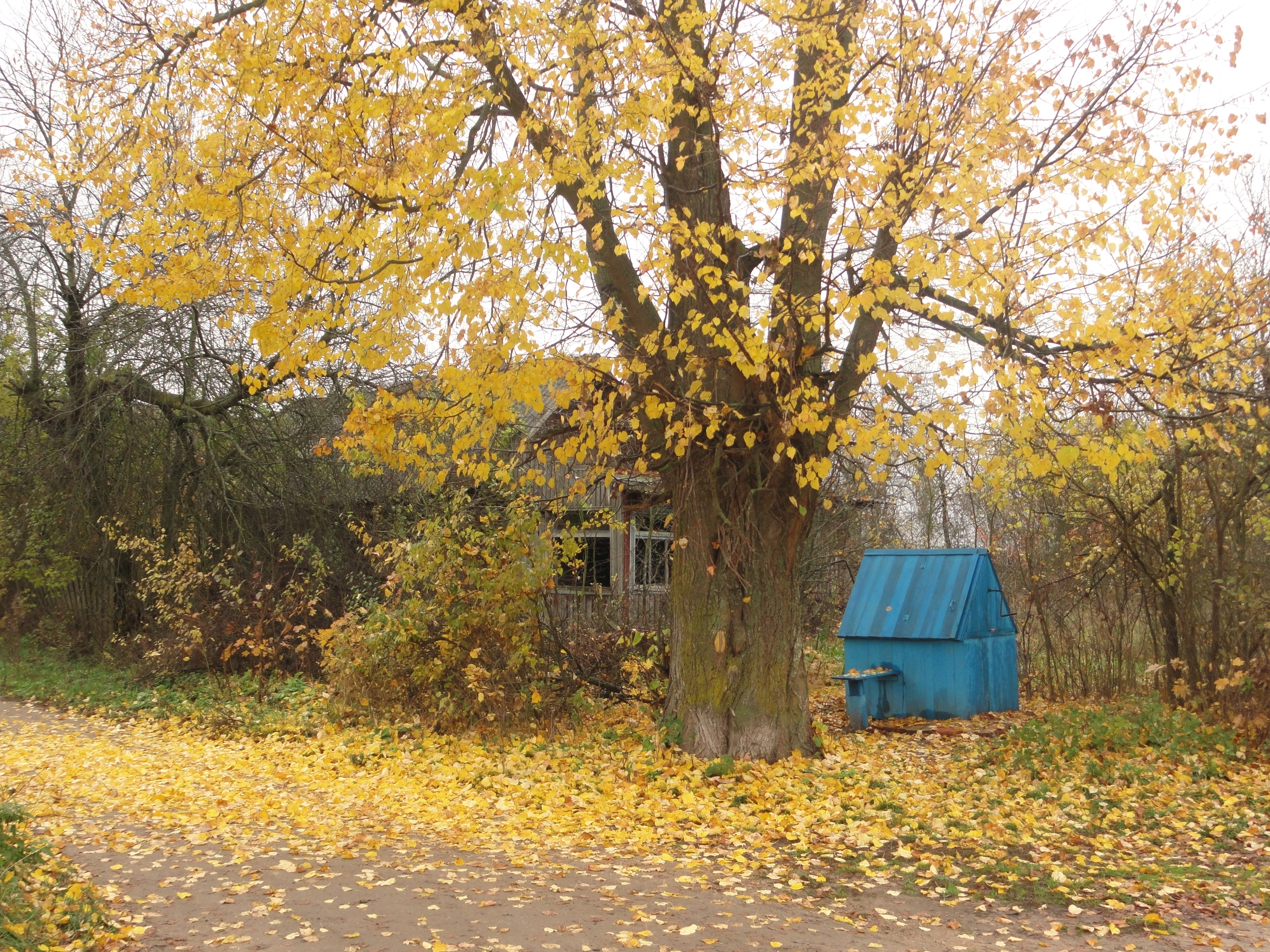
Осенью
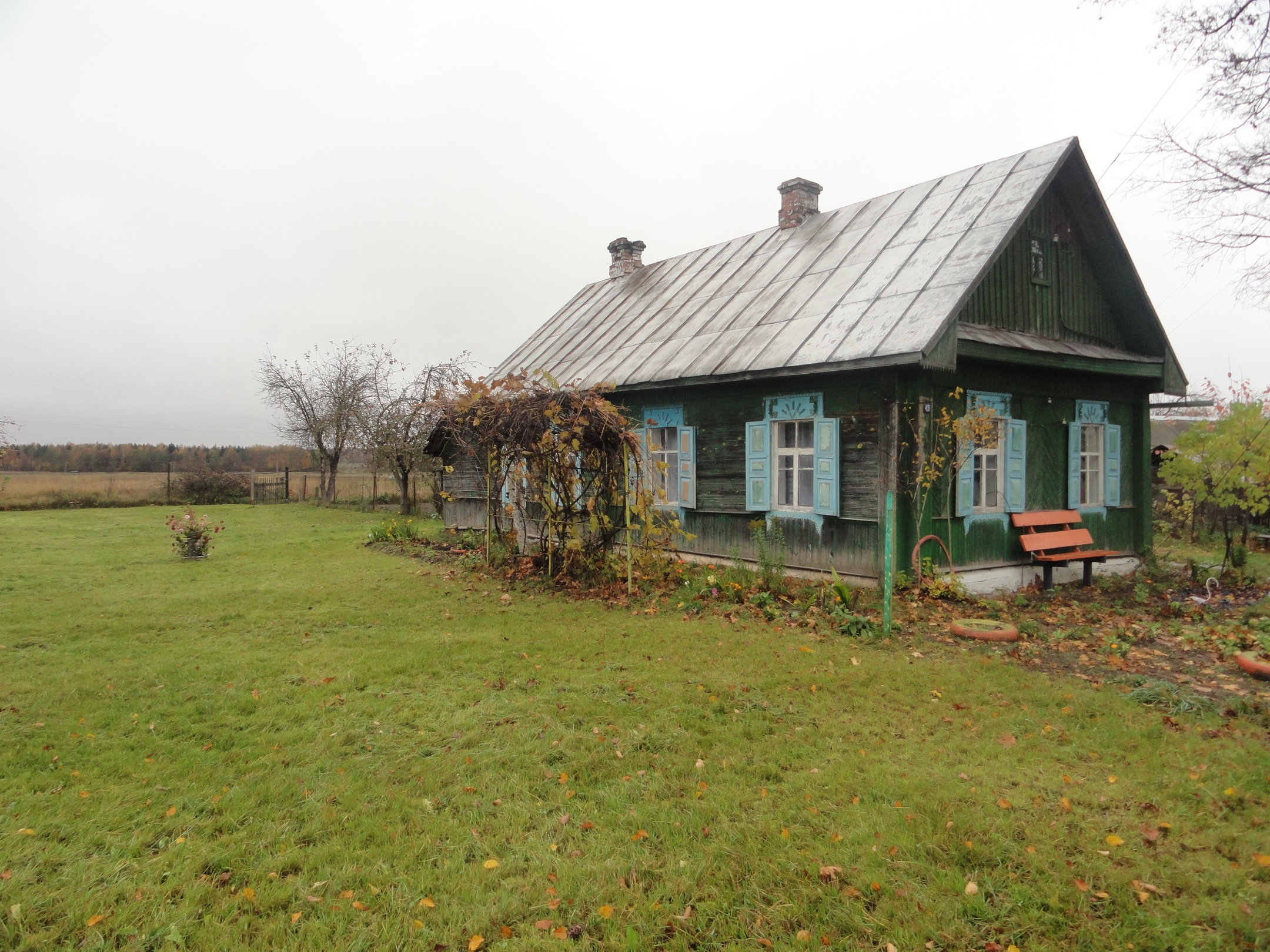
Дом №43
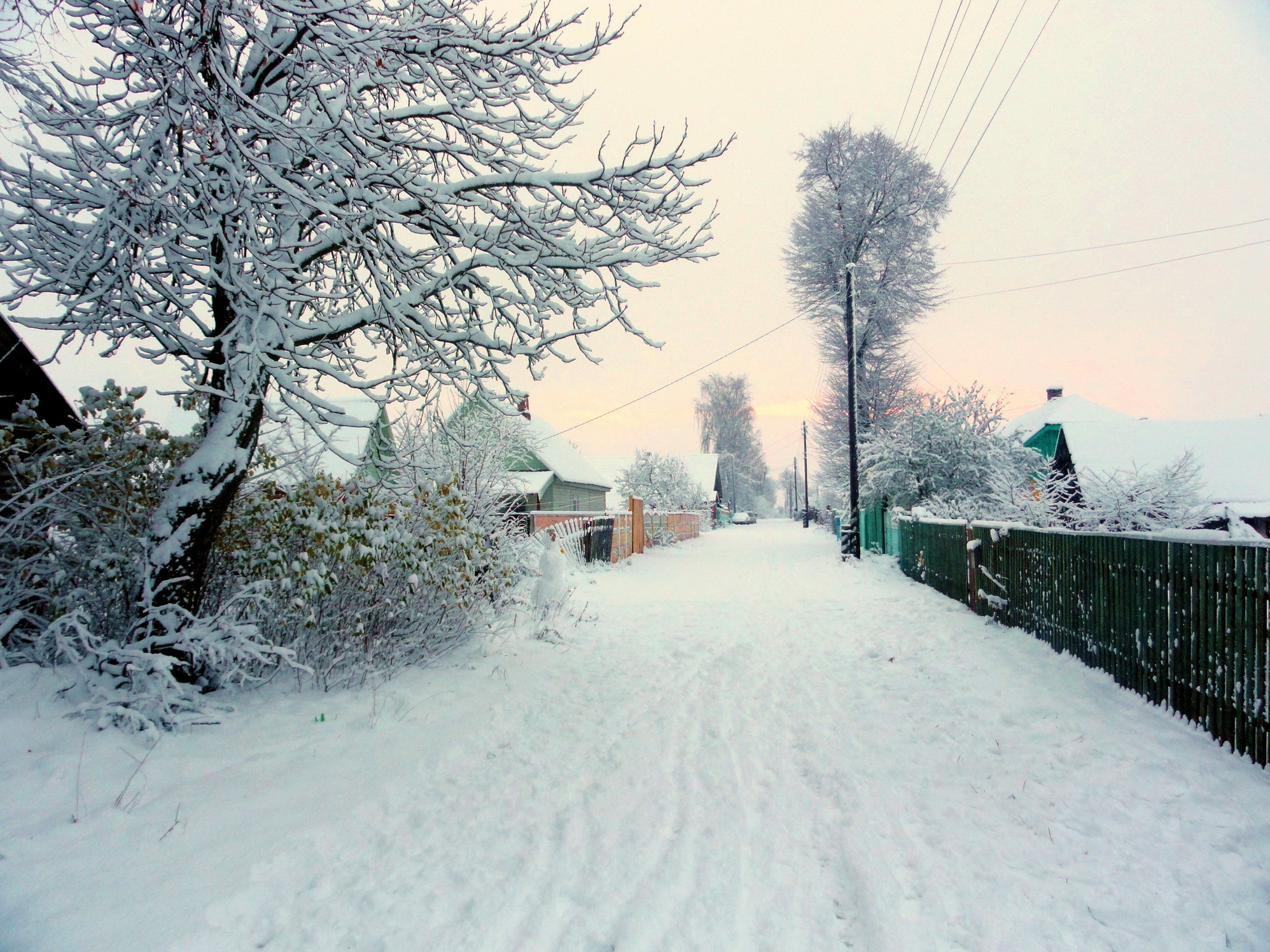
Зимой
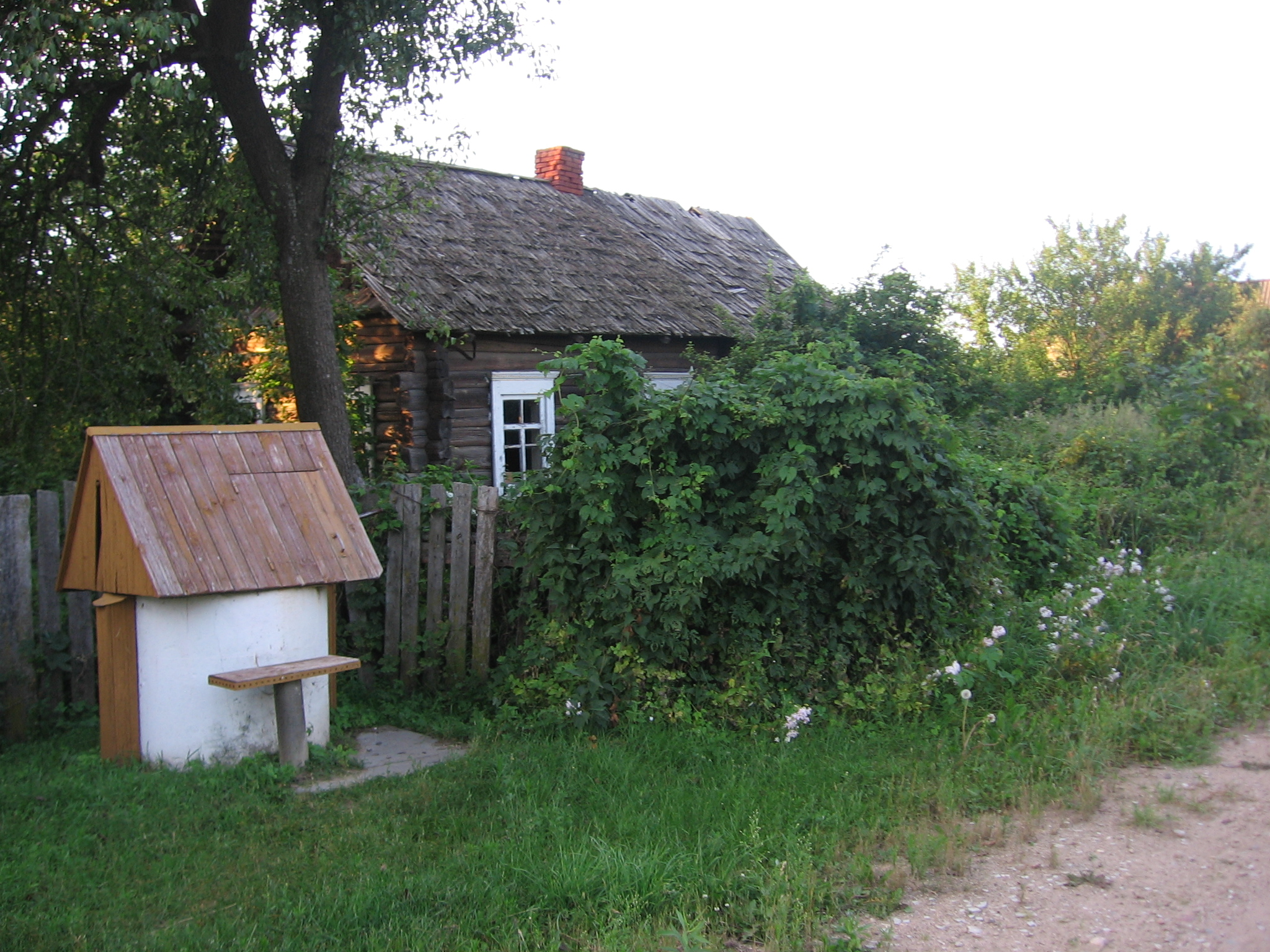
Домик бабы Оли, 2009 (ныне не существует)